# John Calipari
John Calipari est un entraîneur américain de basket-ball né le 10 février 1959 dans la banlieue de Pittsburgh en Pennsylvanie.
Calipari a fait sa carrière essentiellement au niveau universitaire (Minutemen d'UMass, Tigers de Memphis, Wildcats du Kentucky). Il a aussi entraîné l'équipe professionnelle des Nets du New Jersey, en National Basketball Association (NBA) entre 1996 et 1999.
Calipari est nommé meilleur entraîneur de l'année dans la conférence SEC lors de la saison régulière 2014-2015 pendant laquelle les Wildcats sont invaincus (31 victoires).
Champion NCAA 2012 avec Kentucky, il a été présent au Final Four avec trois équipes différentes (U Mass, Memphis, Kentucky). Il devient en 2015 le sixième entraîneur universitaire intronisé au Hall of Fame avant sa retraite après Jim Boeheim, Larry Brown, Mike Krzyzewski, Chris Mullin, Rick Pitino et Roy Williams. Cette annonce intervient peu après l'élimination de son équipe lors du Final Four face aux Badgers du Wisconsin.
En avril 2024, Calipari quitte son poste d'entraîneur des Wildcats et rejoint les Razorbacks de l'Arkansas qui évoluent aussi en Southeastern Conference. Il remplace Eric Musselman.

## Référence
1. ↑  (en) « 2015 SEC Men's Basketball Awards announced », Southeastern conference, 12 mars 2015
2. ↑  Guillaume Rantet, « John Calipari entre au Hall of Fame », basketsession.com, 5 avril 2015 (consulté le 5 avril 2015)
3. ↑  Loris Belin, « John Calipari quitte Kentucky pour Arkansas ! », Basket USA, 8 avril 2024.